# Berberis macrosepala
Berberis macrosepala är en berberisväxtart som beskrevs av Joseph Dalton Hooker och Thoms.. Berberis macrosepala ingår i släktet berberisar, och familjen berberisväxter.

## Underarter
Arten delas in i följande underarter:
- B. m. sakdenensis
- B. m. setifolia